# Squadra andorrana di Coppa Davis
La squadra andorrana di Coppa Davis rappresenta Andorra nella Coppa Davis, ed è posta sotto l'egida della Federació Andorrana de Tennis.
La squadra ha esordito nel 2000 e il suo miglior risultato è il raggiungimento del Gruppo II della zona Euro-Africana.

## Organico 2011
Aggiornato al match delle fasi zonali contro la Norvegia del 14 maggio 2011. Fra parentesi il ranking del giocatore nel momento della disputa degli incontri.
- Jean-Baptiste Poux-Gautier (ATP #)
- Damien Gelabert (ATP #)
- Gerard Blasi-Font (ATP #)
- Jordi Vila Vila (ATP #)